# Ponte Nova Europa

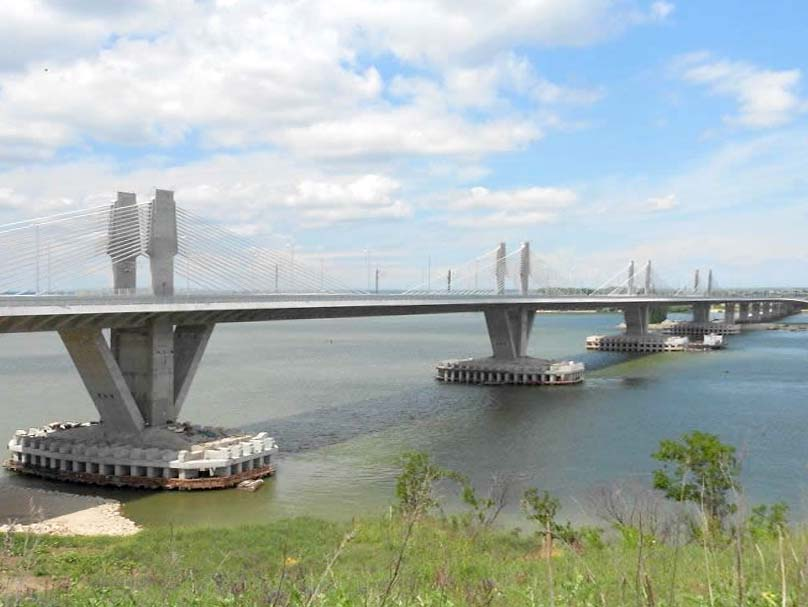
A ponte

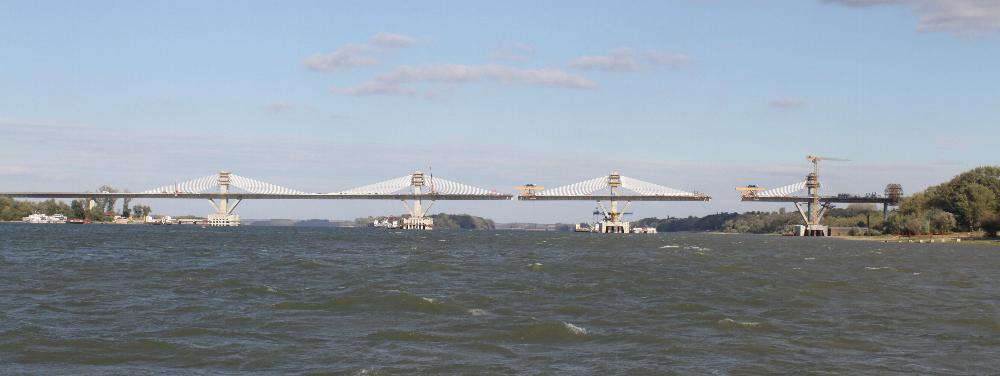
Ponte Calafat-Vidin em agosto de 2012, vista do rio

A ponte Nova Europa (também chamada ponte Calafat-Vidin ou ponte II do Danúbio (em búlgaro:  Мост Видин-Калафат, em romeno:  Podul Calafat-Vidin) é uma ponte estaiada (atirantada) rodoviária e ferroviária inaugurada em junho de 2013 sobre o rio Danúbio entre as localidades de Vidin (Bulgária) e Calafat (Roménia). A ponte é a segunda travessia sobre o rio entre os dois estados. Foi desenhada pela empresa espanhola Carlos Fernández Casado, e a construção feita pela empresa também espanhola  Fomento de Construcciones y Contratas (FCC)  O seu custo rondou os 100 milhões de euros e as obras iniciaram-se em 13 de maio de 2007. Tem 1971 m de comprimento, com o vão principal a atingir 180 m.

## Portagens
A partir de 1 de julho de 2013, são os seguintes os valores de portagem:
| Veículo                                                               | Euro     | Leva     | Lei      |
| --------------------------------------------------------------------- | -------- | -------- | -------- |
| Até 8+1 lugares; Até 3.5 t                                            | 6 euro   | 12 leva  | 27 lei   |
| Camiões até 7.5 t; Veículos entre 9 e 23 lugares                      | 12 euro  | 23 leva  | 54 lei   |
| Camiões até 12 t                                                      | 18 euro  | 35 leva  | 81 lei   |
| Camiões com mais de 12 t até 3 eixos; Veículos com mais de 23 lugares | 25 euro  | 49 leva  | 113 lei  |
| Camiões com mais de 12 t e 4 ou mais eixos                            | 37 euro  | 72 leva  | 167 lei  |
| Travessia a pé; Ciclistas                                             | gratuito | gratuito | gratuito |